# Costas Kapitanis
Costas Kapitanis (født 21. maj 1964) er en cypriotisk fodbolddommer. Han har aldrig dømt nogen kampe i VM- eller EM, men han har dømt 11 kampe i UEFA-cupen